# Daria Vekchina
Daria Vladimirovna Vekchina (en russe : Дарья Владимировна Векшина) est une ancienne joueuse de volley-ball russe, désormais entraîneur, née le 7 mai 1985 à Irkoutsk. Elle mesure 1,70 m et jouait au poste de libero. 

## Clubs
| Club             | De        | À         |
| ---------------- | --------- | --------- |
| Lokomotiv Angara | 2002-2003 | 2006-2007 |
| Omitchka Omsk    | 2007-2008 | 2010-2011 |
| Dinamo Krasnodar | 2011-2012 | 2011-2012 |